# Пушкінський район (Санкт-Петербург)
Пушкінський район — район Санкт-Петербурга, розташований у південній частині міста.
Назва району пов'язана з тим, що його адміністрація перебуває в місті Пушкін.
До складу району входять 5 муніципальних утворень:
- Місто Павловськ
- Місто Пушкін
- Селище Александровська
- Селище Тярлево
- Селище Шушари

Чисельність населення за даними Петростату на 2008 рік становить 121,1 тис. осіб, понад 70% з них проживають у місті Пушкін.

## Пам'ятки
Визначними пам'ятками району є державні музеї-заповідники «Царське Село» і «Павловськ».